# Copa Três Coroas de Futsal
A Copa Três Coroas de Futsal é um torneio brasileiro de futsal realizado na cidade de Três Coroas, no Rio Grande do Sul. A competição recebe apoio da FGFS. A primeira edição contou com a presença de quatro equipes, incluindo o mandante, Três Coroas Futsal.
A edição inaugural em 2018 teve como vencedor do mata-mata o Carlos Barbosa, que venceu as duas partidas que disputou e derrotando na final a equipe do Jaraguá.